# Métabief
Métabief là một xã trong vùng hành chính Franche-Comté, thuộc tỉnh Doubs, quận Pontarlier, tổng Mouthe. Tọa độ địa lý của xã là 46° 46' vĩ độ bắc, 06° 21' kinh độ đông. Métabief nằm trên độ cao trung bình là 960 mét trên mực nước biển, có điểm thấp nhất là 924 mét và điểm cao nhất là 1419 mét. Xã có diện tích 5.76 km², dân số vào thời điểm 2005 là 907 người; mật độ dân số là 157 người/km².
Métabief là một địa điểm du lịch, đặc biệt là cho thể thao mùa đông.

## Thông tin nhân khẩu
| 1962 | 1968 | 1975 | 1982 | 1990 | 1999 | 2005 |
| ---- | ---- | ---- | ---- | ---- | ---- | ---- |
| 123  | 165  | 197  | 250  | 504  | 691  | 907  |